# Christiane Dorst
Christiane Dorst (* 14. August 1939 in Babelsberg) ist eine deutsche Kostümbildnerin und Bühnenbildnerin.

## Leben
Sie besuchte von 1945 bis 1953 die Grundschule und von 1953 bis 1957 die Erweiterte Oberschule, welche sie mit dem Abitur abschloss. Von 1957 bis 1962 studierte sie bei Heinrich Kilger Szenografie an der Hochschule für bildende und angewandte Kunst in Berlin-Weißensee.
Von 1962 bis 1968 arbeitete sie als Bühnen- und Kostümbildnerin am Hans Otto Theater in Potsdam und entwarf für etwa 50 Inszenierungen die Bühnenbilder und Kostüme. Von 1968 bis 1970 war sie an den Städtischen Theatern Leipzig beschäftigt, wo sie sich vorwiegend um die Kostümausstattung kümmerte.
1970 trat sie als Kostümbildnerin in den Dienst der DEFA. Unter anderem zeichnete sie für die Kostüme in der Thomas-Mann-Verfilmung Lotte in Weimar (1974/75) mit Lilli Palmer und die Goethe-Adaption Die Leiden des jungen Werthers (1976) verantwortlich. Zweimal arbeitete sie auch mit dem westdeutschen Regisseur Peter Schamoni bei dessen Filmen Frühlingssinfonie (1980) und Caspar David Friedrich – Grenzen der Zeit (1986) zusammen. 1990 übernahm sie die Leitung des Kostüm- und Maskenstudios der Studio Babelsberg GmbH in Potsdam-Babelsberg.
2021 wurde Christiane Dorst von der DEFA-Stiftung für ihre herausragenden Leistungen im deutschen Film ausgezeichnet.
Christiane Dorst war bis 1990 Mitglied des Verbands Bildender Künstler der DDR und von 1977 bis 1988 in Dresden auf der VIII. bis X. Kunstausstellung der DDR vertreten.
Sie war mit dem Islamwissenschaftler Eberhard Serauky verheiratet.

## Filmografie
| - 1972: Die Schlüssel - 1972: Januskopf - 1972: Der Dritte - 1973: Die Hosen des Ritters von Bredow - 1974: Johannes Kepler - 1974: Lotte in Weimar - 1976: Unser stiller Mann - 1976: Die Leiden des jungen Werthers - 1977: Unterwegs nach Atlantis - 1978: Ursula (TV) - 1978: Anton der Zauberer - 1979: Addio, piccola mia - 1979: Lachtauben weinen nicht - 1980: Glück im Hinterhaus - 1981: Unser kurzes Leben - 1982: Die Beunruhigung - 1983: Automärchen - 1983: Frühlingssinfonie - 1984: Bockshorn - 1984: Eine sonderbare Liebe | - 1984: Die Grünstein-Variante - 1985: Gritta von Rattenzuhausbeiuns - 1985: Polizeiruf 110: Verführung (TV-Reihe) - 1986: Das Haus am Fluß - 1986: Caspar David Friedrich – Grenzen der Zeit - 1987: Vorspiel - 1988: Fallada – Letztes Kapitel - 1988: Einer trage des anderen Last … - 1989: Der Bruch - 1990: Sehnsucht - 1990: Stein - 1990: Die Architekten - 1990: Kein Wort von Einsamkeit - 1991: Der Tangospieler - 1991: Der Verdacht - 1992: Die Spur des Bernsteinzimmers - 1992: Das große Fest - 1994: Sherlock Holmes und die sieben Zwerge - 1999: Die Braut |

## Auszeichnungen
- 1980: Kunstpreis der DDR
- 1980: Nationales Spielfilmfestival der DDR: Preis für Kostümgestaltung für Addio, piccola mia und Anton, der Zauberer
- 1986: Nationales Spielfilmfestival der DDR: Preis für Kostümgestaltung für Eine sonderbare Liebe
- 2021: Preis der DEFA-Stiftung für herausragende Leistungen im deutschen Film